# 가셈 솔레이마니
가셈 솔레이마니(페르시아어: قاسم سلیمانی, pronounced [ɢɒːˌsem(e) solejmɒːˈniː], 영어: Qasem Soleimani, 1957년 3월 11일~2020년 1월 3일)는 이란의 군인이자 장교로, 이슬람 혁명수비대의 주요 간부이자 1988년부터 쿠드스군의 사령관이었다. 이란-이라크 전쟁의 참전 용사로, 중동 지역의 여러 전쟁에서 활동하였으며 특히 이라크와 근동 지역에서 활동했다. 전술은 사상전과 강력한 정치력을 동반한 군사 개입이 대부분이다. 쿠드스군의 사령관으로써 레바논의 헤즈볼라와 팔레스타인의 하마스에 군사 지원을 보태기도 했다. 이라크에서는 정치적, 군사적 방면으로 시아파 세력과 쿠르드 자치구에서 영향력을 넓혀왔으며, 1991년 이라크 봉기 당시 사담 후세인에 맞서는 반군을 지원하기도 했다. 2012년부터는 이라크 정부와 인민동원군을 지원하며 ISIL의 진격을 저지했다. 2020년 1월 3일, 바그다드 국제공항 공습으로 사망했다.

## 학창 시절
이란 카나테말레크에서 가난한 소작농 집안의 아들로 태어났다. 젊은 시절 그는 케르만으로 이사하여 아버지가 진 빚을 갚기 위해 공사장 인부로 일했다. 1975년에는 케르만 수력 발전소의 회계관으로 일했다. 일하지 않을 때에는 지역 체육관에서 체중감량을 위해 노력한 것으로 전해진다. 이후 아야톨라 호메이니의 제자로 들어가게 된다.

## 경력과 활동
솔레이마니는 1979년 이란 혁명이 발생하자 이슬람 혁명 수비대에 가담하여 팔라비 왕조의 붕괴에 가담했다. 짧은 복무 기간에도 불구하고 그의 진급은 매우 빨랐다. 방위군으로 일할 당시 그는 북서부 이란에 주둔하며 서아제르바이잔주에서 발생한 쿠르드 반군 진압에 참여했다. 1980년 9월 22일 사담 후세인이 이란에 대대적인 침공을 가해 이란-이라크 전쟁이 발발하자 솔레이마니는 중대장으로 복무하여 전투에 참여했다. 솔레이마니는 용감한 모습으로 명성을 얻었으며, 이라크군 점령지를 탈환하는 일련의 작전에서 성공적으로 임무를 수행하여 진급, 20대의 나이에 제41 사랄라 사단장이 되었다. 이후로도 남부 전선에서 복무하였고 타리그 알쿠드스 작전에서 중상을 입었다. 1990년 인터뷰 당시 수많은 어려움에도 긍정적인 결과가 나온 이 작전을 자신이 참가한 작전 중 최고라고 언급했다. 그는 게릴라 전쟁을 주도하고 계획하는데도 참여하여 라마단 본부 기습을 유도하는 데 성공하였다. 이 무렵 솔레이마니는 쿠르드 자치구, 바드르 조직의 지도자들과 유대관계를 가지게 되었다.
전쟁 중인 1985년 7월 17일 솔레이마니는 이슬람 혁명수비대의 사령관 직을 거부하였다. 전쟁이 끝나고 1990년대에 그는 케르만주의 이슬람 혁명 수비대 사령관이 되었다. 이 지역은 아프가니스탄과 상대적으로 가까운 지역으로 아프간 산 아편이 터키와 유럽으로 판매되는 주요 루트였다. 솔레이마니의 군사적 경험은 그가 마약밀매를 단속하는데 도움이 되었다. 1999년에 학생 시위가 발생하자 솔레이마니는 대통령 모하마트 하타미에게 편지를 보낸 장군 중 1명이었다. 그는 하타미가 학생 반란을 군사적으로 진압하지 않으면 쿠데타를 일으킬 수도 있다고 적었다.

### 쿠드스군 사령관
가셈이 쿠드스군의 사령관으로 임명된 정확한 날짜는 알 수 없지만 알리 알포네는 1997년 9월 10일에서 1998년 3월 21일 사이라고 언급하였다. 그는 2007년 냐라 라힘 사파비가 이슬람 혁명 수비대의 총사령관 직에서 물러났을 때 후보 중 1명으로 거론되고 있었다. 2008년 그는 이마드 무그니야의 죽음을 조사하는 팀을 이끌었고 2008년 3월 이라크 군과 평화 중대 사이의 휴전을 이끌어내는 데 도움을 주었다.
2001년 9·11 테러 이후 라이언 크로커는 제네바로 가서 탈레반을 파괴하기 위한 목적으로 시아파 아프가니스탄을 설득하기 위해 솔레이마니 휘하의 이란 정치인을 만나기도 했다. 이러한 협력은 매우 실용적이어서 아프가니스탄 내부의 폭격 지점을 구별하고 알카에다의 주요 지점을 파괴하는 데 도움을 주었으나 2002년 1월 조지 W. 부시가 이란을 악의 축으로 지목하면서 미국-이란 간의 협력은 끝이 나고 말았다. 2009년 누설된 보고에 따르면 솔레이마니 장군이 이라크 대통령 잘랄 탈라바니의 사저에서 크리스토퍼 힐과 레이몬드 오디에르노를 만났다. 힐과 오디에르노는 그러한 회동을 부정했다.
2011년 1월 24일 솔레이마니는 알리 하메네이의 도움으로 소장으로 진급했다. 하메이니는 그와의 가까운 관계를 묘사하며 그를 재정적으로 지원했다고 설명했다.
솔레이마니는 현대 중동에서 홀로 일하는 장군 중 가장 강력한 영향력을 가지고 있고, 서구 영향권에서 맞서 시아파 이슬람과 이란의 영향력을 중동 전역으로 확장시키려는 합리적인 군사 전략가이자 전술가로 평가되었다. 쿠드스군 사령관으로써 그는 이라크에서 이라크 정부의 구성에 영향을 주었을 것이라 보고 있으며 그는 이라크 총리였던 누리 알말리키를 공공연하게 지지한 적이 있다. 서구 세계에서는 솔레이마니를 이란의 에르빈 롬멜이라 묘사하기도 한다. 몇몇 자료에 따르면 1998년부터 가셈 솔라이마니는 레바논 시아파 정당인 헤즈볼라의 정치적 지도자인 것으로도 알려져 있다.
시리아 내전이 발생해 이란-이라크-시리아-레바논의 헤즈볼라로 이어지는 시아파 초승달지대가 깨질 위협에 처하자 이란은 시리아의 아사드 정부를 전폭적으로 지원했다. 이때 이란은 특수부대 쿠드스군을 파견했다. 쿠드스군 사령관 솔레이마니는 시리아 내전에서 위기에 처한 아사드정부를 살리는데 중요한 역할을 했다. 술레이마니는 레바논의 헤즈볼라와 이라크의 시아파민병대까지 동원하여 시리아 정부군이 주요 거점을 탈환하는데 큰 공헌을 했다.

## 사망과 사후
2020년 1월 3일, 바그다드 국제공항 근처의 호송차에서 MQ-9 리퍼 드론을 이용한 미국의 미사일 공습으로 사망했다. 시리아에서 출발한 전용기에서 도착 후 막 떠났을 때 그가 탑승한 차랑이 AGM-114 헬파이어 미사일에 피격되었다. 솔레이마니의 시신은 형체를 알아볼 수 없을 정도로 훼손되어 손가락의 반지를 통해 신원이 확인되었다. 이 미사일 공습은 이란이 지원하는 민병대가 바그다드 주재 미국 대사관을 공격한 것과 2019년 K-1 공군기지를 공격한 것에 대한 보복 차원에서 단행되었다.

## 같이 보기
- 이란-사우디아라비아 대리 전쟁
- 2020년 바그다드 국제공항 공습